# Syndicat général
Un syndicat général est un syndicat qui représente les travailleurs de tous les secteurs et entreprises, plutôt que d'une seule organisation ou d'un secteur particulier, comme dans un syndicat de métier ou un syndicat industriel. Un syndicat général diffère d'une fédération syndicale ou d'un conseil de métiers en ce que ses membres sont des individus, pas des syndicats. 

## Histoire
La création des syndicats générales, dès le début du XIXe siècle au Royaume-Uni et un peu plus tard ailleurs, s'est produite en même temps que les efforts pour syndiquer les travailleurs de nouveaux secteurs, en particulier ceux où l'emploi pouvait être irrégulier.
Les partisans des syndicats générales affirment que leur plus large éventail de membres permet plus d'opportunités d'action de solidarité et une meilleure coordination en cas de grèves générales et similaires. Les détracteurs affirment que leur champ d'application plus large signifie qu'ils ont tendance à être plus bureaucratiques et à réagir moins efficacement aux événements dans un seul secteur.
Au Royaume-Uni, les syndicats générales incluent la GMB et l'Union Transport and General Workers. En Australie, un bon exemple de syndicat générale est l'Australian Workers' Union.